# Margarethe Pfaff

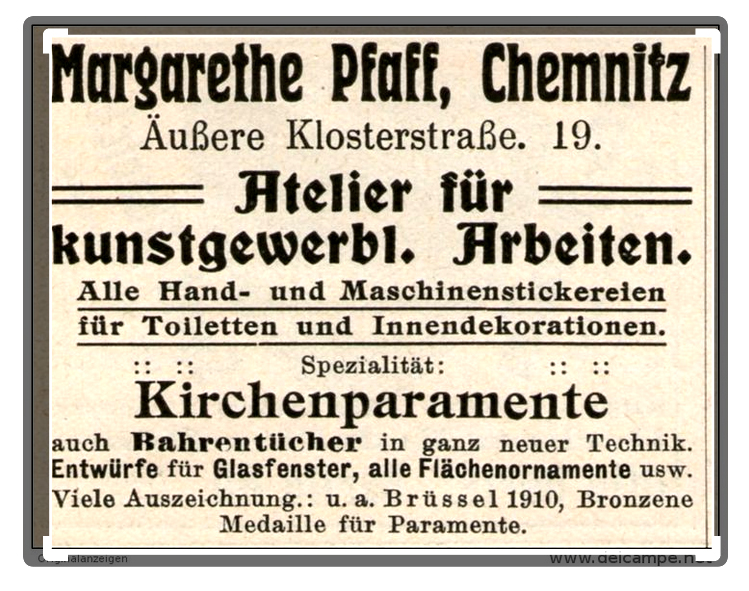
Anzeige (1911)

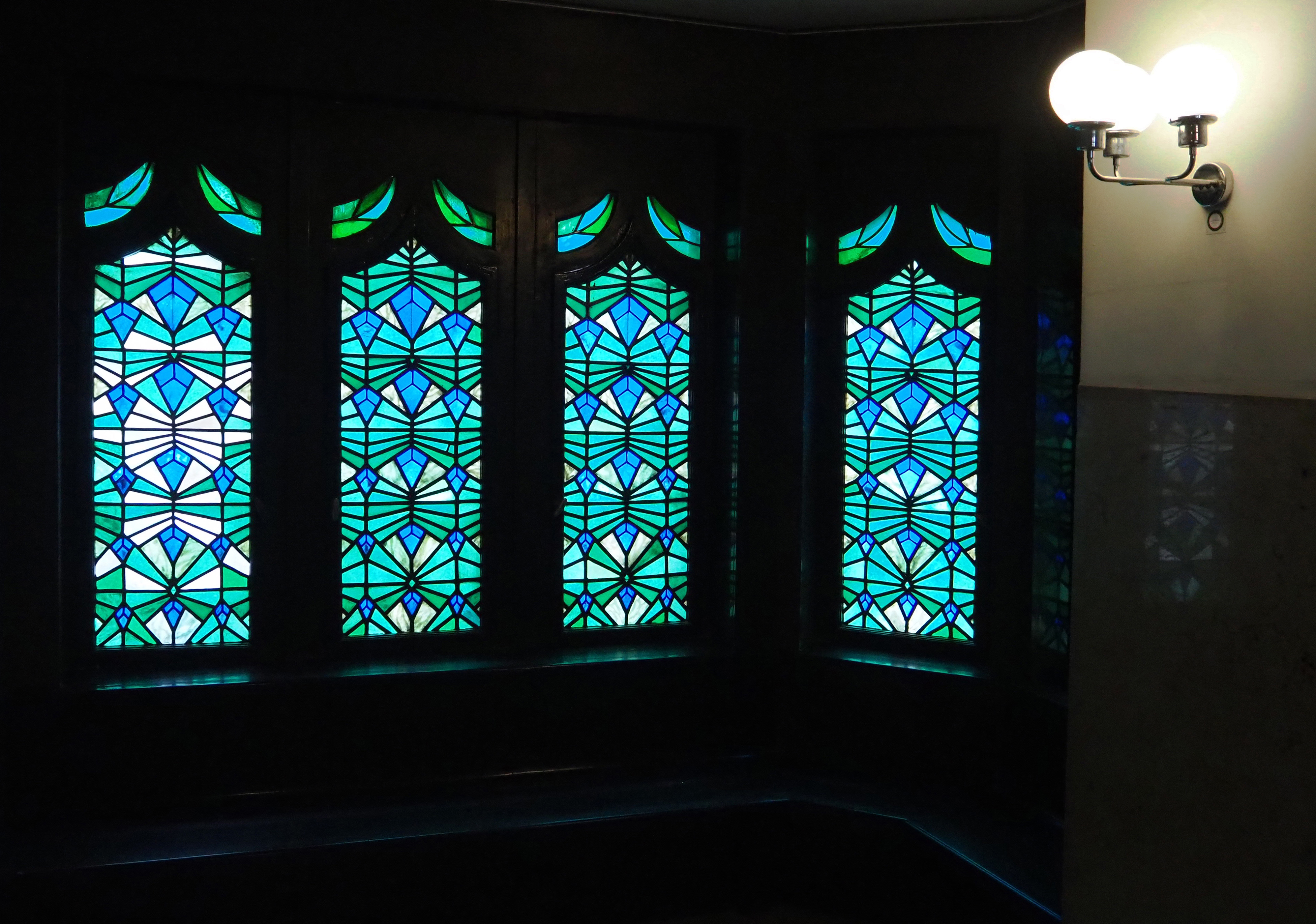
Farbverglasung im Neuen Rathaus Chemnitz

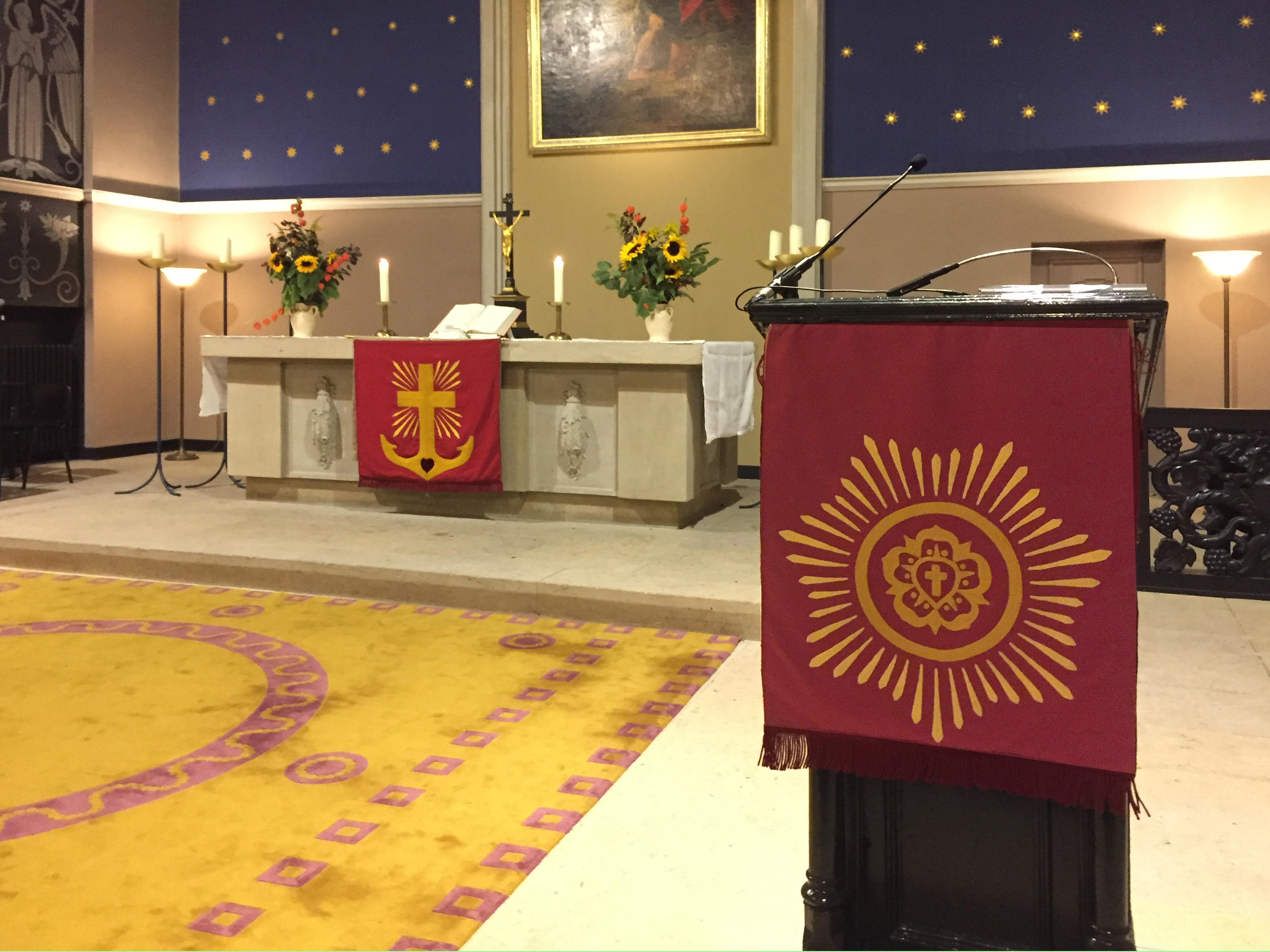
Antependien in der Hoffnungskirche in Berlin-Pankow

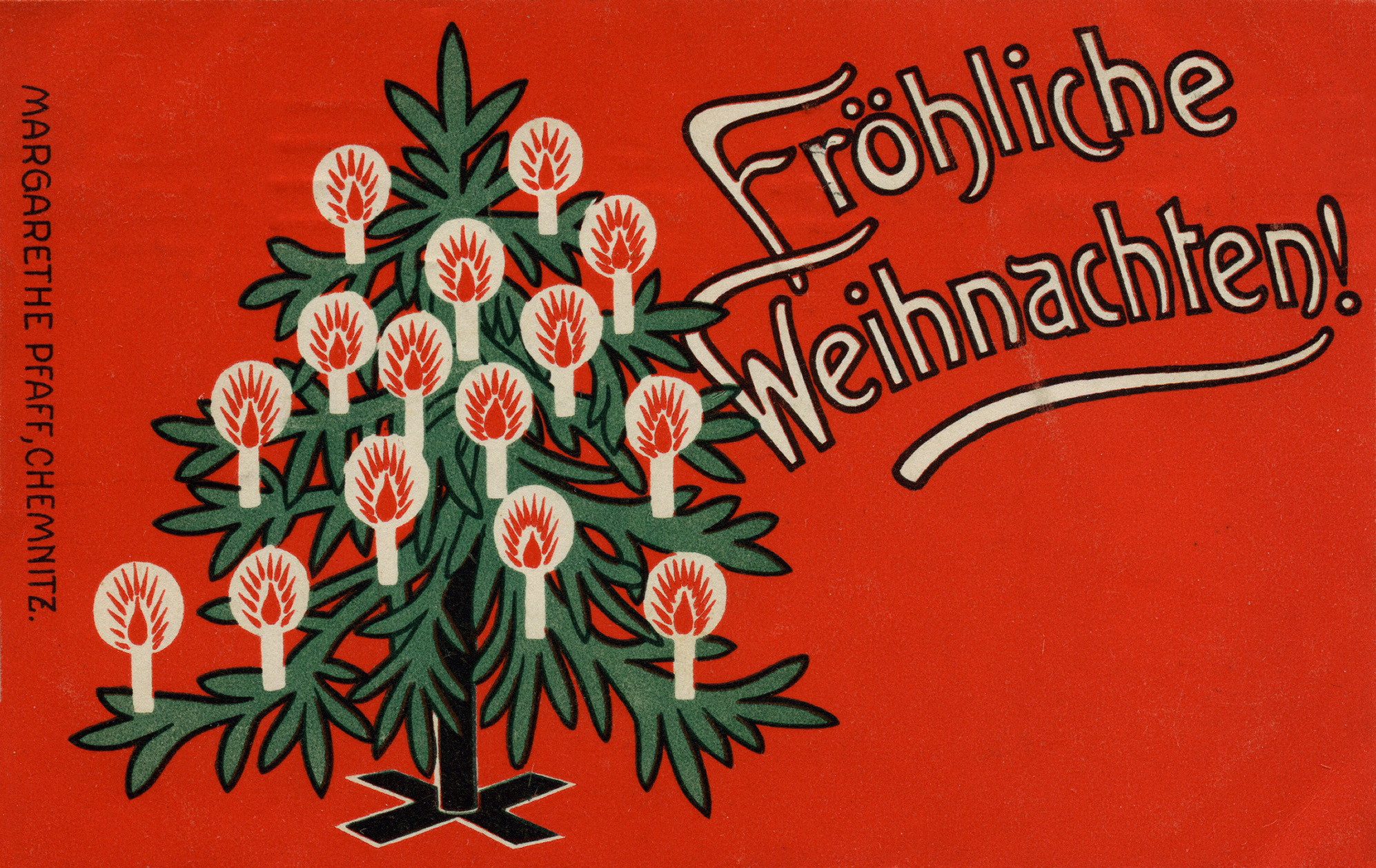
Grußkarte „Fröhliche Weihnachten“ (undatiert)

Margarethe Pfaff (* 26. Juni 1863 in Chemnitz; † Februar 1946 ebenda) war eine deutsche Textilkünstlerin, Kunstgewerblerin, Malerin, Grafikerin und Gestalterin von Farbverglasungen.

## Leben und Wirken
Margarethe Pfaffs Vater war Constantin Pfaff, ein Chemnitzer Maschinenbau-Unternehmer und Betreiber des ersten Chemnitzer Gaswerks. Sie blieb lebenslang unverheiratet. Sie studierte anfangs in Dresden, danach in München an der Kunstschule von Wilhelm von Debschitz (1871–1948) und an der Kunstgewerbeschule von Maximilian Dasio (1865–1954). Sie war Mitglied der Künstlergruppe Chemnitz und nahm u. a. an deren Ausstellung in der Chemnitzer Galerie Gerstenberger 1907 teil. Von 1919 bis zu dessen Auflösung 1934 war sie Mitglied im Deutschen Werkbund. Sie war Inhaberin einer „Kunstwerkstätte für Bahrtücher, Paramente, Wimpel, Innendekoration, Fahnen, auch Übertragung alter Fahnen auf neuen Stoff“. Ihre Werke brachten ihr Auszeichnungen bei vielen Ausstellungen, u. a. bei der Weltausstellung Brüssel 1910 (Bronzemedaille), in Chemnitz 1911 und in Leipzig 1913 (Goldmedaillen).
Für die königlich sächsische Porzellanmanufaktur Meißen entwarf sie Services. Sie entwarf auch die Jugendstil-Farbverglasungen im Treppenaufgang des Neuen Chemnitzer Rathauses. Für die Hoffnungskirche in Berlin-Pankow entwarf sie zwei Antependien für den Altar und das Rednerpult. Sie schuf die Innendekoration der Chemnitzer Stadt- und Marktkirche St. Jakobi. Gemeinsam mit dem Chemnitzer Bildhauer Bruno Ziegler (1879–1941) gestaltete sie in den 1930er Jahren den Betsaal der St.-Thomas-Gemeinde in Chemnitz-Kappel.